# Prodecatoma
Prodecatoma är ett släkte av steklar. Prodecatoma ingår i familjen kragglanssteklar.

## Dottertaxa tillProdecatoma, i alfabetisk ordning[1]
- Prodecatoma ahlaensis
- Prodecatoma beesoni
- Prodecatoma bengalensis
- Prodecatoma bhatiai
- Prodecatoma brachynerva
- Prodecatoma bruneiventris
- Prodecatoma carpophaga
- Prodecatoma cheriani
- Prodecatoma confusa
- Prodecatoma cooki
- Prodecatoma couridae
- Prodecatoma cruzi
- Prodecatoma diospyri
- Prodecatoma ferruginea
- Prodecatoma flavescens
- Prodecatoma fusciscapa
- Prodecatoma globosa
- Prodecatoma hogenakalensis
- Prodecatoma josephi
- Prodecatoma latilineata
- Prodecatoma madagascariensis
- Prodecatoma maga
- Prodecatoma malaica
- Prodecatoma mangicola
- Prodecatoma modesta
- Prodecatoma moozhiarensis
- Prodecatoma moreirai
- Prodecatoma nigra
- Prodecatoma nigriscaposa
- Prodecatoma nilamburensis
- Prodecatoma nirupama
- Prodecatoma petrodoma
- Prodecatoma pongamiae
- Prodecatoma postmarginalis
- Prodecatoma ranomafanae
- Prodecatoma sabiae
- Prodecatoma scrobata
- Prodecatoma sembilansis
- Prodecatoma seyrigi
- Prodecatoma solani
- Prodecatoma spermophaga
- Prodecatoma thoracica
- Prodecatoma vassei